# العلاقات الأندورية القبرصية
العلاقات الأندورية القبرصية هي العلاقات الثنائية التي تجمع بين أندورا وقبرص.

## مقارنة بين البلدين
هذه مقارنة عامة ومرجعية للدولتين:
| وجه المقارنة                                              | أندورا                                                     | قبرص                                                                 |
| --------------------------------------------------------- | ---------------------------------------------------------- | -------------------------------------------------------------------- |
| المساحة (كم2)                                             | 468                                                        | 9.24 ألف                                                             |
| عدد السكان (نسمة)                                         | 76.18 ألف                                                  | 1.14 مليون                                                           |
| الكثافة السكانية (ن./كم²)                                 | 16.28 ألف                                                  | 123.38                                                               |
| العاصمة                                                   | أندورا لا فيلا                                             | نيقوسيا                                                              |
| اللغة الرسمية                                             | اللغة الكتالونية                                           | اليونانية الحديثة، اللغة التركية، لغة يونانية                        |
| العملة                                                    | يورو                                                       | يورو، جنيه قبرصي                                                     |
| الناتج المحلي الإجمالي (بليون دولار)                      | 3.01 مليار                                                 | 21.65 مليار                                                          |
| الناتج المحلي الإجمالي (تعادل القوة الشرائية) بليون دولار |                                                            | 26.73 مليار                                                          |
| الناتج المحلي الإجمالي الاسمي للفرد دولار أمريكي          |                                                            | 23.24 ألف                                                            |
| الناتج المحلي الإجمالي للفرد دولار أمريكي                 |                                                            | 30.24 ألف                                                            |
| مؤشر التنمية البشرية                                      | 0.858                                                      | 0.850                                                                |
| رمز المكالمات الدولي                                      | +376                                                       | +357                                                                 |
| رمز الإنترنت                                              | .ad                                                        | .cy                                                                  |
| المنطقة الزمنية                                           | ت ع م+01:00، توقيت وسط أوروبا، ت ع م+02:00، أوروبا/أندورا ‏ | ت ع م+02:00، ت ع م+03:00، توقيت شرق أوروبا، توقيت شرق أوروبا الصيفي ‏ |

## منظمات دولية مشتركة
يشترك البلدان في عضوية مجموعة من المنظمات الدولية، منها:
| علم المنظمة | اسم المنظمة                    | تاريخ انضمام أندورا | تاريخ انضمام قبرص |
| ----------- | ------------------------------ | ------------------- | ----------------- |
|             | منظمة الشرطة الجنائية الدولية  | ?                   | ?                 |
|             | منظمة الأمن والتعاون في أوروبا | 25 أبريل 1996       | 25 يونيو 1973     |
|             | يونسكو                         | 20 أكتوبر 1993      | 6 فبراير 1961     |
|             | منظمة حظر الأسلحة الكيميائية   | ?                   | ?                 |
|             | مجلس أوروبا                    | ?                   | ?                 |
|             | الأمم المتحدة                  | 28 يوليو 1993       | 20 سبتمبر 1960    |
|             | الاتحاد الدولي للاتصالات       | 12 نوفمبر 1993      | 24 أبريل 1961     |

## وصلات خارجية
- موقع وزارة الخارجية الأندورية
- موقع وزارة الخارجية القبرصية